# Madonna col Bambino, il Battista e un donatore
La Madonna col Bambino, il Battista e un donatore è un dipinto a olio su tela (75x92 cm) di Tiziano, databile al 1514 circa e conservato nell'Alte Pinakothek di Monaco di Baviera. Sul retro presenta la scritta antica "Alphonso II° Cist. Arc.o 1520".

## Storia
Dal 1659 la tela è nelle collezioni dell'arciduca Leopoldo Guglielmo, che la acquistò a Bruxelles e la portò a Vienna nel 1662. Passò poi in quelle di Giovanni Guglielmo di Düsseldorf, forse su dono di Giuseppe I
L'attribuzione a Tiziano spetta al Cavalcaselle, che fugò alcuni dubbi sull'autografia, confermata poi da tutta la critica successiva. Una copia più tarda, con varianti, si trova nel Muzeul de Artă di Bucarest. 

## Descrizione e stile
L'opera fa parte di una serie di sacre conversazioni in un paesaggio, databili più o meno agli stessi anni, tra le quali spicca per dimensioni e qualità la Sacra conversazione Balbi della Fondazione Magnani-Rocca. Anche nella tela di Monaco lo spazio pittorico è diviso in due metà asimmetriche, una dominata da una parete scura e una di aperto paesaggio; in primo piano risaltano per contrasto le luminose figure della Vergine col Bambino, mentre a destra si vede il committente inginocchiato, una figura piuttosto statica e convenzionale. 
Come nell'altra opera la Madonna guarda verso lo spettatore, mentre il Bambino si rivolge verso il santo alla sinistra, un san Giovanni Battista seminudo che offre la spalla, in una vitale rotazione, alla ricezione della luce. In basso si trova l'Agnus Dei, suo attributo tipico che ricorda anche il destino sacrificale di Gesù.